# Maramec

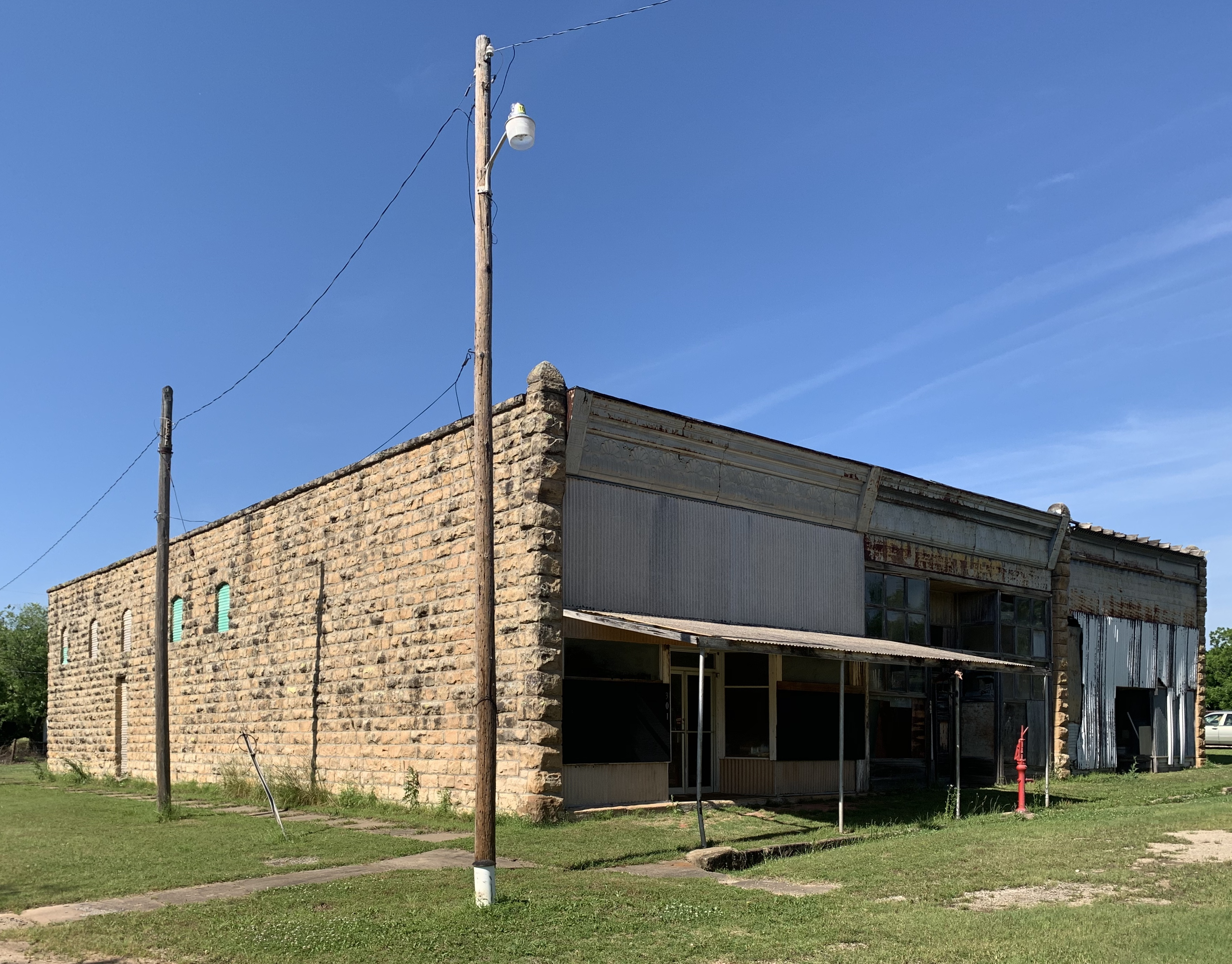
Première banque d'État de Maramec

Pour la rivière, voir Meramec (rivière).
La ville américaine de Maramec est située dans le comté de Pawnee, dans l’État de l’Oklahoma. Sa population s’élevait à 91 habitants lors du recensement de 2010.

## Source
- (en) Cet article est partiellement ou en totalité issu de l’article de Wikipédia en anglais intitulé « Maramec, Oklahoma » (voir la liste des auteurs).